# Siphamia permutata
Siphamia permutata és una espècie de peix pertanyent a la família dels apogònids.

## Descripció
- Cos de color marró fosc.
- Les aletes varien entre pàl·lides i fosques.
- 8 espines i 9 radis tous a l'aleta dorsal i 2 espines i 7-8 radis tous a l'anal.[5]

## Hàbitat
És un peix marí, demersal i de clima tropical.

## Distribució geogràfica
Es troba al mar Roig.

## Observacions
És inofensiu per als humans.